# 3221 Чанші
3221 Чанші (3221 Changshi) — астероїд головного поясу, відкритий 2 грудня 1981 року.
Тіссеранів параметр щодо Юпітера — 3,645.